# Pasvik Zapovednik
Pasvik Zapovednik (Пасвик заповедник, "Pasvik naturreservat") är ett ryskt naturreservat utmed Pasvik älv sydväst om staden Nikel i Murmansk oblast i Ryssland.
Gränsen mellan Ryssland och Norge, som går i djupfåran av Pasvik älv, som också utgör naturreservatets gräns i väster. I öster går gränsen vid landsvägen mellan Nikel och Rajakoski, vilken på 1920-talet byggdes som Ishavsvägen i Petsamo. Naturreservatet på 147 kvadratkilometer upprättades 1992, ungefär samtidigt som, och som en pendang till, det angränsande norska Pasvik naturreservat på 19 kvadratkilometer. Detta inrättades den 15 oktober 1993. Gemensamma norsk-ryska diskussioner om miljön vid Pasvik älv hade påbörjats 1986.
Naturreservatet har ett besökscentrum i Rajakoski. I närbelägna Janiskoski finns ett naturmuseum. På ön Varlam/Varlamasaari finns en två kilometer lång vandringsled, ett fågelskådningstorn samt ruiner av bosättningar från tidigt 1900-tal. Där har också uppförts ett hus, som är en rekonstruktion av ornitologen Hans Thomas Lange Schaannings bostad från tidigt 1900-tal.
Pasvik Zapovednik bildar tillsammans med Øvre Pasvik landskapsvernområde, Øvre Pasvik nationalpark och Pasvik naturreservat i Norge, samt Vätsäri ödemarksområde i Finland, Pasvik–Enare trilaterala naturskyddsområde, som är ett sammanhängande område med omfattande naturskydd i de tre länderna.